# Еспоо (хокейний клуб)
«Еспоо» (фін. Kiekko-Espoo) — хокейний клуб з міста Еспоо, Фінляндія.

## Історія
Клуб засновано 1984 року під назвою «Кієкко-Еспоо». У 1988 році підвищились до першого дивізіону, а в 1992 році підвищились до вищого дивізіону.
Перші два сезони в СМ-лізі команда фінішувала на 11 місці. У сезоні 1994–95 років вперше пробилась до стадії плей-оф, поступившись у чвертьфіналі «Лукко». У сезоні 1997–98 років у чвертьфіналі здолали одного із лідерів фінського хокею ТПС але зрештою фінішували четвертими.
У 1998 році команда змінює назву на «Еспоо Блюз». Спортивна арена також змінила назву через нового спонсора на «Барона Арена». «Блюзмени» пропустили плей-оф сезону 2000–01 років у трьох наступних вибували на першій стадії у чвертьфіналі. У сезоні 2004–05 років грали в серії за збереження прописки в лізі.
У сезоні 2006–07 «Еспоо Блюз» здобув бронзові нагороди чемпіонату.
У сезонах 2007–08 та 2010–11 двічі стали срібними призерами поступившись у фінальних серіях.
У березні 2016 року команду оголосили банккрутом.
У 2018 році команду відродили під оригінальною назвою «Кієкко-Еспоо». Нова команда стартувала в третьому дивізіоні Фінляндії. Наступного сезону вона підвищилась до другого дивізіону.
У сезоні 2021–22 «Кієкко-Еспоо» поступилась у фінальній серії за вихід до Лійги. Наступного сезону здобули перемогу в фінальній серії та подали заявку 30 жовтня 2023 року на отримання ліцензії для виступу в Лійзі. 20 грудня 2023 року отримали ліцензію.
З сезону 2024–25 «Еспоо» виступає в Лійзі.

## Домашня арена
«Еспоо Метро Арена» відкрита в січні 1999 року. Стадіон вміщує 7017 глядачів.

## Досягнення
Лійга
- Срібний призер (2): 2008, 2011
- Бронзовий призер (1):  2007